# 元妙观 (泉州)
元妙观俗称“天公观”（thinn-kong-kuann3），位于福建省泉州市东街新府口56号。该庙供奉天公（玉皇大帝），始建于西晋太康年间，是道教传入福建后所建的第一座道观，清康熙七年（1668年）为避圣祖玄烨之讳，易名元妙观。1961年6月公布为第一批泉州市文物保护单位。文革中毁坏殆尽，仅存中殿左脊一角四间。1996-1999年在原址复建了三清殿、凌霄殿、灵官殿等，金碧辉煌，雕刻精美，极为奢华，包括殿顶飞檐五彩缤纷的九条龙脊和六根雕龙石柱。